# Jules Beaulac
Pour les articles homonymes, voir Beaulac.
Jules Beaulac est un homme d'Église et un écrivain québécois, né en 1933 et mort le 13 juin 2010 à Saint-Hyacinthe. Pendant quinze ans, il a exercé son ministère dans le milieu carcéral.

## Biographie
Originaire de Saint-Hyacinthe, il étudie au petit séminaire de cette ville  de 1946 à 1954. Il obtient une maîtrise en catéchèse à Bruxelles et un doctorat en théologie à Rome.
De 1964 à 1971, il est directeur spirituel au grand séminaire de St-Hyacinthe. Collaborateur de l'assemblée des évêques du Québec, il est ensuite directeur général de l'Office de la catéchèse du Québec puis dirige l'Office diocésain de l'éducation chrétienne.
À partir de 1986, il  est aumônier pour la fondation Le Bon Saint-Pierre qui lutte contre la sclérose en plaques.
De 1980 à 1995, il est aumônier et exerce la pastorale de la miséricorde dans les prisons de Saint-Hyacinthe et Cowansville. Son expérience avec les prisonniers l'incite à en témoigner dans une autobiographie publiée récemment chez les éditions Novalis.
Il s'efforce, dans ses écrits, d'établir un lien entre l'Évangile et la vie de tous les jours. Il est aussi poète, ayant composé des vers d'inspiration religieuse. En 2006, il avait déjà écrit une trentaine de livres de spiritualité.
Jules Beaulac a été l'invité spécial de Radio Ville-Marie en 2004. Il avait fait l'objet d'un article dans la revue L'actualité en 2001. Il a été prêtre dans le diocèse de Saint-Hyacinthe jusqu'à sa mort le 13 juin 2010 au séminaire de Saint-Hyacinthe.

## Ouvrages publiés
- Jules Beaulac, Vivre sa vie jusqu'au bout, Novalis, 1979.
- Jules Beaulac, Aimer... jusqu'au bout de son cœur, Novalis, 1980.
- Jules Beaulac, Les petits pas de Dieu, Novalis, 1983.
- Jules Beaulac, Priez comme vous voulez, mais priez!, Éditions Paulines, 1984.
- Jules Beaulac, Tu me prends par la main, Éditions du Levain, 1985.
- Jules Beaulac, Comme brise légère, Éditions Paulines, 1986.
- Jules Beaulac, Je prie comme je peux, Éditions Paulines, 1987.
- Jules Beaulac, Choisis donc de prier, Éditions du Levain, 1988.
- Jules Beaulac, Seigneur, je sais bien que tu m'aimes, Éditions Paulines, 1988.
- Jules Beaulac, L'Église de chez nous, Éditions Paulines, 1989.
- Jules Beaulac, Je marcherai avec toi, Éditions du Levain, 1990.
- Jules Beaulac, Que c'est bon la vie!, Éditions du Levain, 1990.
- Jules Beaulac, Et Jésus... dans notre vie?, Éditions Paulines, 1990.
- Jules Beaulac, Si tu cherches le bonheur... Les Béatitudes, Éditions Paulines, 1992.
- Jules Beaulac, Aider à grandir, Novalis, 1993.
- Jules Beaulac, Des gens et des choses, Éditions L'Essentiel, 1993.
- Jules Beaulac, Choisis donc d'aimer, Sciences et Culture, 1994.
- Jules Beaulac, Il faut bien vivre!, Sciences et Culture, 1994.
- Jules Beaulac, Je parlerai à ton cœur, Médiaspaul, 1995.
- Jules Beaulac, Prières pour un temps de maladie, Novalis, 1996.
- Jules Beaulac, Couleurs d'Évangile, Médiaspaul, 1997.
- Jules Beaulac, Courages d'Évangile, Médiaspaul, 1998.
- Jules Beaulac, Confiance!, Médiaspaul, 1999.
- Jules Beaulac, Profession : prêtre, Novalis, 2000.
- Jules Beaulac, Journal d'un curé de prison, Novalis, 2004.
- Jules Beaulac, Fables, Il était une fois, Novalis, 2006.
- Jules Beaulac, Je t'aime, Prières d'amour, Médiaspaul, 2007.
- Jules Beaulac, De l'eau pour ton puits, Novalis, 2007.
- Jules Beaulac, Avec le temps, Novalis, 2008.
- Jules Beaulac, Passe le temps, Bellarmin, 2009.